# Parque nacional Queulat
El parque nacional Queulat (del chono Queolat ‘sonido de cascadas’) es un parque nacional chileno, administrado por la Corporación Nacional Forestal. Se encuentra en la región de Aysén del General Carlos Ibáñez del Campo, dividida entre las comunas de Cisnes y Lago Verde.
Es uno de los parques naturales más emblemáticos de la Patagonia, al contener algunas de las áreas menos alteradas por la humanidad en la región. Cuenta con una escarpada geografía, frondosos bosques, caídas de agua, fiordos y ríos, lo que lo ha convertido en un importante atractivo turístico de la región de Aysén. Un elemento que caracteriza el parque es la presencia de ventisqueros, siendo el más conocido el llamado ventisquero Colgante.

## Flora

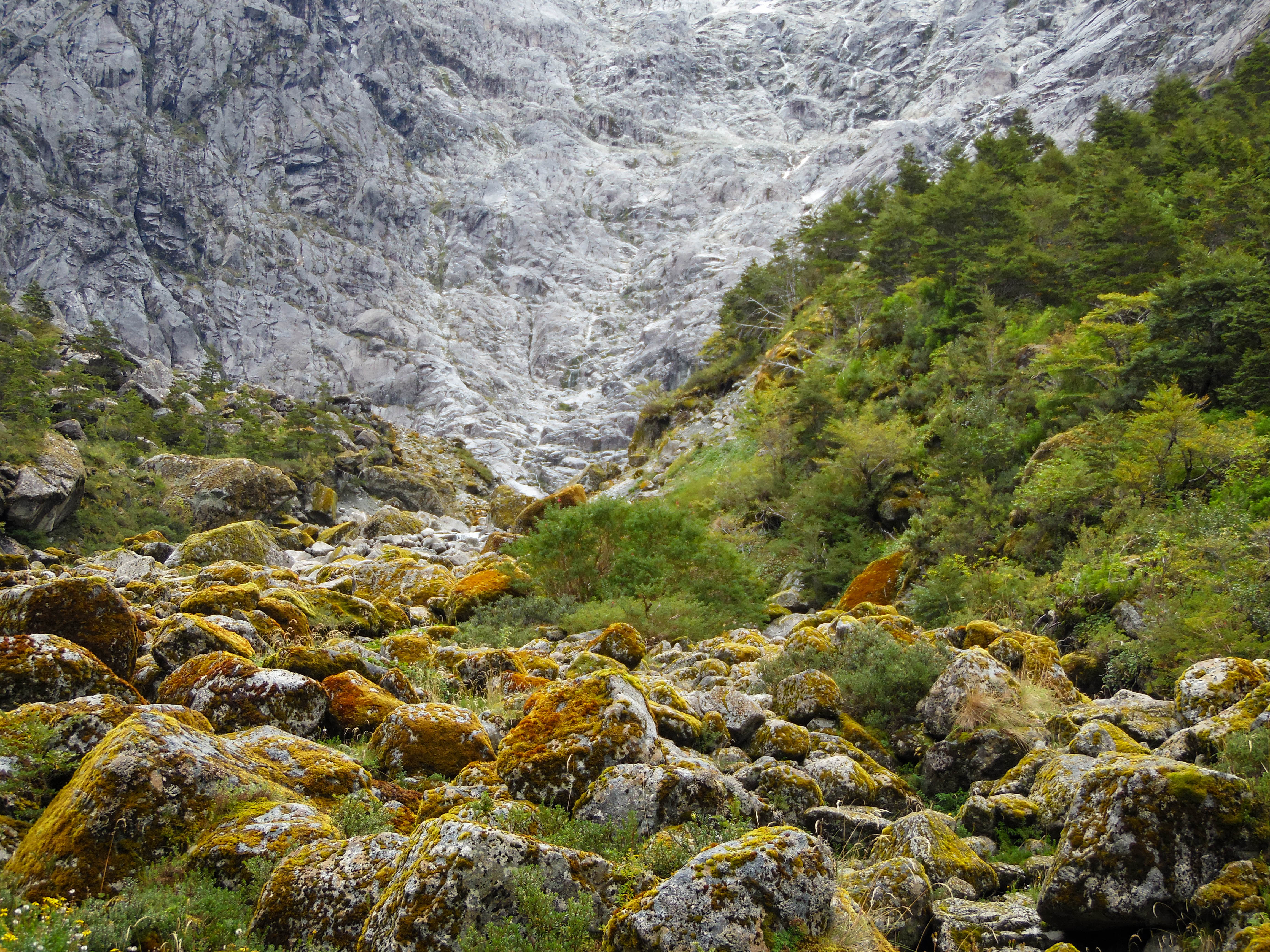
Bosque Encantado, en el parque nacional Queulat

En el parque la vegetación abunda. Las partes altas están cubiertas principalmente por bosques de coigüe de Magallanes y lenga, siempre acompañados de musgos y hongos. Hacia las partes bajas se concentran el ciprés de las Guaitecas y los tepúes. Además, llaman la atención nalcas, ya que presentan un gran tamaño.
Entre las especies de menor tamaño se encuentran el chilco, la luma y la palomita.

## Fauna
La población animal del parque se concentra en una gran variedad de aves, principalmente acuáticas. En lagos y lagunas se pueden ver cisnes de cuello negro, caiquenes y garzas. Hacia los bosques se avistan bandurrias, treiles o teros y tórtolas.
Los mamíferos residentes, como el pudú y la güiña, son difíciles de apreciar, ya que se esconden en la tupida vegetación. Otros, como coipos y huillines abundan en las aguas, por lo que resultan más sencillos de ver.

## Atractivos
- Lago Risopatrón: lago de gran longitud y una angostura en el medio.
- Laguna El Puma: Ubicado en la zona de acceso norte del Parque por la Carretera Austral.
- Laguna Témpanos: laguna de color verde intenso.
- Ventisquero Colgante: masa de hielo que cuelga desde el cerro.
- Salto Padre García: caída de agua de más de 30 m.
- Portezuelo Queulat: zona rodeada de flora virgen.
- Bosque Encantado: sendero ubicado en el Sector de Portezuelo.
- Piedra del Gato: farallón rocoso que cae sobre el río Cisnes.
- Salto del Cóndor: caída de agua de 40 m ubicado en el sector de la Cuesta del Queulat.

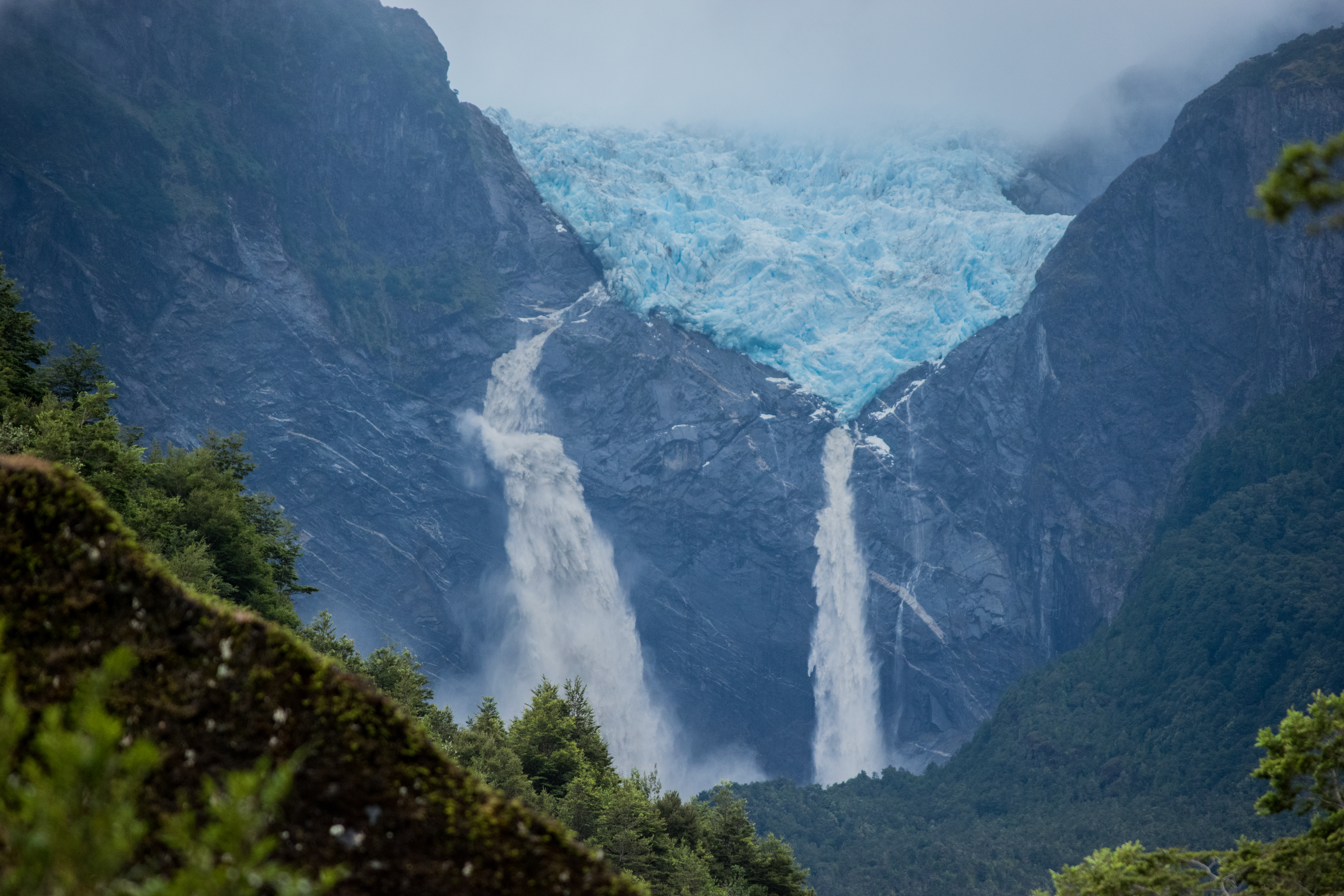
Glaciar colgante, Parque Nacional Queulat

|                  |
| Sector Angostura |

|                |
| Laguna El Puma |

|                      |
| Ventisquero Colgante |

## Vías de acceso

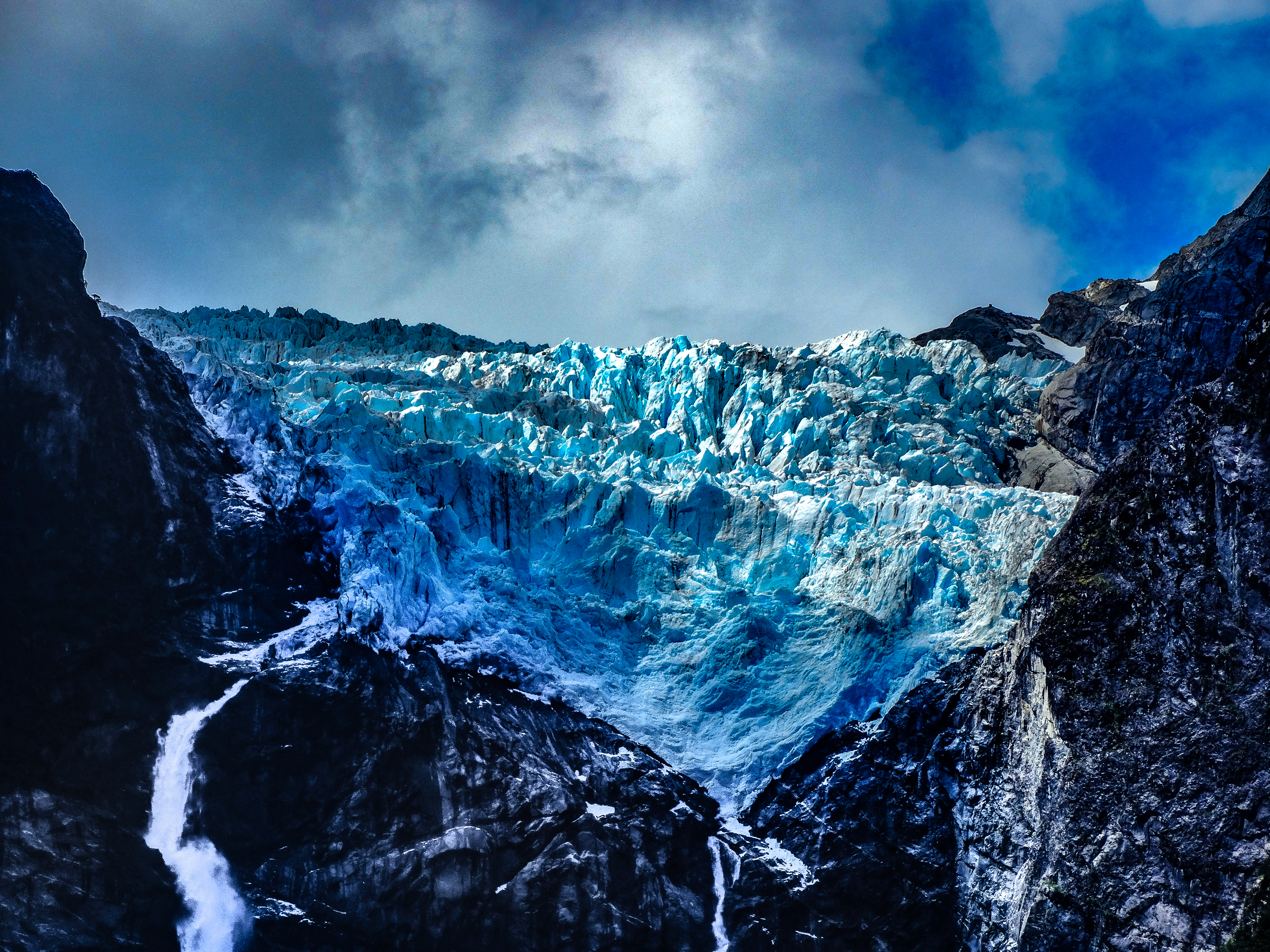
Glaciar colgante en el parque nacional Queulat

El parque nacional Queulat es atravesado de norte a sur por la llamada Carretera Austral (ruta 7). Es posible acceder al parque desde Chaitén por el norte, avanzando hacia el poblado de La Junta por 150 km. Desde La Junta se debe continuar 30 km más, hasta la entrada al parque en el sector Pangue. El camino es de ripio casi en su totalidad.
Desde Coyhaique, la capital regional, se debe recorrer la Carretera Austral hacia el norte, hasta el arco en el camino que marca el límite sur del parque. El recorrido es de aproximadamente 170 km. Gran parte de la carretera es de ripio, aunque existe un tramo ya pavimentado y otro en proceso de pavimentación.
La localidad importante más cercana al parque es la ciudad de Puerto Cisnes, conectada por un ramal a la Carretera Austral en el límite sur del parque. El pueblo de Puyuhuapi se ubica sobre el límite norte del parque, aunque el número de habitantes es mucho menor.

## Visitantes
Este parque recibe una cantidad reducida de visitantes chilenos y extranjeros cada año.
| Año         | 2012   | 2013   | 2014   | 2015   | 2016   | 2017   | 2018   | 2019   | 2020   | 2021   | 2022   | 2023   | 2024   |
| ----------- | ------ | ------ | ------ | ------ | ------ | ------ | ------ | ------ | ------ | ------ | ------ | ------ | ------ |
| chilenos    | 7 565  | 11 393 | 12 534 | 17 972 | 27 790 | 38 580 | 32 695 | 42590  | 30957  | 15825  | 33130  | 24149  | 14094  |
| extranjeros | 3 840  | 4 838  | 5 478  | 6 027  | 9 567  | 11 635 | 10 164 | 15 567 | 7 193  | 393    | 4 930  | 10 421 | 11 525 |
| Total       | 11 405 | 16 231 | 18 012 | 23 999 | 37 357 | 50 215 | 42 859 | 58 157 | 38 150 | 16 218 | 38 060 | 34 570 | 25 619 |

## Protección del subsuelo
El parque nacional Queulat cuenta con una protección de su subsuelo como lugar de interés científico para efectos mineros, según lo establece el artículo 17 del Código de Minería. Estas labores sólo pueden ser ejecutadas mediante un permiso escrito por el presidente de la República y firmado además por el ministro de Minería.
La condición de lugar de interés científico para efectos mineros fue establecida mediante Decreto Supremo N°133 de 29 de agosto de 1989 y publicado el 26 de octubre de 1989. que fija el polígono de protección.